# Fredrik Sjøvold
Fredrik Sjøvold (Trondheim, 2003. augusztus 17. –) norvég korosztályos válogatott labdarúgó, a Bodø/Glimt középpályása.

## Pályafutása

### Klubcsapatokban
Sjøvold a norvégiai Trondheim városában született. Az ifjúsági pályafutását a Trygg/Lade csapatában kezdte, majd a Rosenborg akadémiájánál folytatta.
2020-ban mutatkozott be a Tiller felnőtt keretében. 2022. január 8-án hatéves szerződést kötött az első osztályban szereplő Bodø/Glimt együttesével. Először a 2022. július 23-ai, Jerv ellen 5–0-ra megnyert mérkőzés 80. percében, Hugo Vetlesen cseréjeként lépett pályára. Első gólját 2023. március 5-én, a Ranheim ellen idegenben 4–0-ás győzelemmel zárult kupamérkőzésen szerezte meg.

### A válogatottban
Sjøvold 2022-ben debütált a norvég U20-as válogatottban. Először a 2022. november 19-ei, Németország ellen 2–1-re elvesztett mérkőzés 85. percében, Jonas Therkelsent váltva lépett pályára.

## Statisztikák
2023. július 13. szerint
| Klub       | Szezon   | Osztály     | Bajnokság | Bajnokság | Kupa  | Kupa | Nemzetközi | Nemzetközi | Összesen | Összesen |
| Klub       | Szezon   | Osztály     | Meccs     | Gól       | Meccs | Gól  | Meccs      | Gól        | Meccs    | Gól      |
| ---------- | -------- | ----------- | --------- | --------- | ----- | ---- | ---------- | ---------- | -------- | -------- |
| Bodø/Glimt | 2022     | Eliteserien | 4         | 0         | 0     | 0    | 0          | 0          | 4        | 0        |
| Bodø/Glimt | 2023     | Eliteserien | 7         | 0         | 4     | 1    | 0          | 0          | 11       | 1        |
| Összesen   | Összesen | Összesen    | 11        | 0         | 4     | 1    | 0          | 0          | 15       | 1        |

## Sikerei, díjai
Bodø/Glimt
- Eliteserien
  - Ezüstérmes (1): 2022